# Love Frequency
Albums de Klaxons
Surfing the Void
(2010)
Love Frequency est le troisième album studio du groupe britannique de rock indépendant Klaxons sorti le 16 juin 2014 sur le label Akashic Rekords.

## Pistes
| No  | Titre                  | Durée |
| --- | ---------------------- | ----- |
| 1.  | New Reality            | 4:27  |
| 2.  | There Is No Other Time | 3:35  |
| 3.  | Show Me a Miracle      | 3:25  |
| 4.  | Out of the Dark        | 4:50  |
| 5.  | Children of the Sun    | 3:59  |
| 6.  | Invisible Forces       | 3:42  |
| 7.  | Rhythm of Life         | 5:28  |
| 8.  | Liquid Light           | 3:06  |
| 9.  | The Dreamers           | 4:29  |
| 10. | Atom to Atom           | 4:33  |
| 11. | Love Frequency         | 4:37  |